# Adelphomyia acicularis acicularis
Adelphomyia acicularis acicularis is een ondersoort van de tweevleugelige Adelphomyia acicularis uit de familie steltmuggen (Limoniidae). De soort komt voor in het Palearctisch gebied.